# Clubiona californica
Clubiona californica là một loài nhện trong họ Clubionidae.
Loài này thuộc chi Clubiona. Clubiona californica được Irving Fox miêu tả năm 1938.